# Doctor Lluch (metropolitana di Valencia)
La stazione di Doctor Lluch è una stazione delle linee 4 e 6 della Metrovalencia. È stata inaugurato il 21 maggio 1994. Si trova in Calle Doctor Lluch e condivide una banchina con EMT Valencia.